# Lygodium borneense
Lygodium borneense är en ormbunkeart som beskrevs av Cornelis Rugier Willem Karel van Alderwerelt van Rosenburgh. Lygodium borneense ingår i släktet Lygodium och familjen Lygodiaceae. Inga underarter finns listade.